# Лукаш Шукала
Лукаш Шукала (на полски: Łukasz Szukała; род. на 26 май 1984 г. в Гданск) е полски футболист, който играе като защитник. Състезател на турския Османлъспор.

## Състезателна кариера
През 2002 – 2005 е често викан в Младежките национални отбори на Полша до 19 г. и 21 г.
През 2012 година се присъединява към Стяуа, където през сезон 2012/13 и 2013/14 печели титлата на страната. На 31 юли 2013 г. е извикан в националния отбор на Полша. Прави своя дебют в мач срещу Дания.

## Успехи

### Стяуа
- Лига I: 2012/2013, 2013/2014.
- Суперкупа на Румъния: 2013